# Vince Cole
Vince Cole (Charleston, Carolina del Sur, 10 de septiembre de 1998) es un jugador de baloncesto estadounidense que actualmente forma parte de la plantilla de los Paisas BBC de la Liga Profesional de Baloncesto de Colombia. Su posición es alero.

## Trayectoria
Nacido en Charleston (Carolina del Sur), es un alero formado en York Preparatory Academy de Rock Hill (Carolina del Sur) hasta 2018, fecha en la que ingresó en la Universidad de Carolina del Sur Salkehatchie para jugar durante la temporada 2019-20 con los USC Salkehatchie.
En 2020, cambia de universidad e ingresa en la Universidad St. John's, situada en Queens, Nueva York, donde jugaría una temporada la NCAA con los St. John's Red Storm.
En 2021, ingresa en la para jugar la NCAA en los Coastal Carolina Chanticleers durante la temporada 2021-22.
Tras no ser drafteado en 2022, el 21 de julio de 2022, firma por el Yoast United de la BNXT League.
En mayo de 2025 se unió a los Paisas BBC de la Liga Profesional de Baloncesto de Colombia.